# トーマス・シンプソン

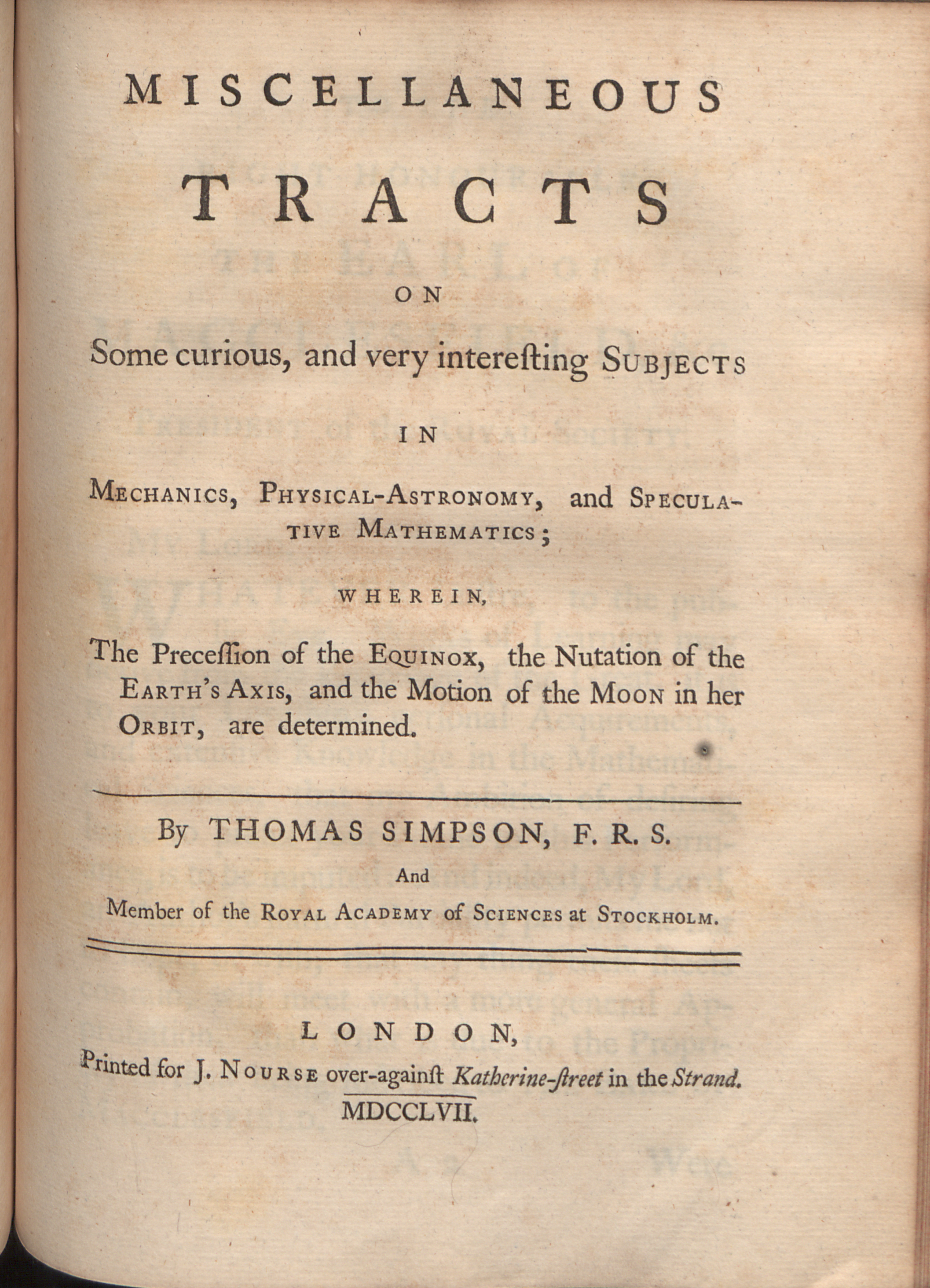
Miscellaneous tracts, 1768

トーマス・シンプソン（英: Thomas Simpson、1710年8月20日 - 1761年5月14日）は、イギリスの数学者にして発明家。定積分の近似を求めるシンプソンの公式に名を残している（エポニム）。ただし、この公式は、100年以上前にヨハネス・ケプラーによる「ケプラー則 (独:  Keplersche Fassregel)」として発見されている。
レスターシャー Market Bosworth 生まれ。織工の息子であり、独学で数学を学び、その後占星術に転向。しかし、ある騒ぎを起こして、妻と共にダービーに逃れなければならなくなった。後にロンドンに移住。
1743年から、王立陸軍士官学校で数学を教えるようになった。
シンプソンの公式として知られるようになった手法は以前からよく知られていて、1639年にボナヴェントゥーラ・カヴァリエーリ（ガリレオの弟子）が使ったことが明らかである。後にジェームズ・グレゴリーが再発見し、シンプソンの公式と名づけられた。

## 著作
- Treatise of Fluxions (1737)
- The Nature and Laws of Chance (1740)
- The Doctrine of Annuities and Reversions (1742)
- Mathematical Dissertation on a Variety of Physical and Analytical Subjects (1743)
- A Treatise of Algebra (1745)
- Elements of Geometry (1747)
- Trigonometry, Plane and Spherical (1748)
- Select Exercises in Mathematics (1752)
- Miscellaneous Tracts on Some Curious Subjects in Mechanics, Physical Astronomy and Speculative Mathematics (1757)